# Teller Reindeer
Teller Reindeer ou Teller Reindeer Station est une base américaine créée pour l'élevage des rennes.
Située près de Teller en Alaska, Teller Reindeer est fondée dans l'idée de transporter des rennes domestiques de la Sibérie jusqu'à l'ouest de l'Alaska.
Sa création a été suggérée pour la première fois par le capitaine Michael A. Healy (en), un officier du United States Revenue Cutter Service, comme solution possible au problème de pénurie alimentaire des autochtones de l'Alaska. La station est créée en 1892 par Sheldon Jackson (en), commissaire à l'éducation en Alaska et ministre presbytérien, qui l'a nommée en l'honneur d'Henry M. Teller.
Le programme Alaska Reindeer Service (en) du gouvernement américain prend fin au début des années 1900.

## Histoire
Le 29 juin 1892, Sheldon Jackson rend visite au chef de Port Clarence, en Alaska, dans le but de rechercher un emplacement approprié pour l'établissement d'une station de rennes. En choisissant un emplacement, il est important de prendre en considération la proximité de la côte asiatique, le caractère du port, la position par rapport à la future répartition des rennes, l'approvisionnement en bons pâturages et en eau. Constatant que toutes ces conditions sont mieux remplies à la station d'abreuvement de la flotte baleinière, à l'extrême nord-est de la baie, près de Grantley Harbour (en), Jackson choisit ce point pour la station de rennes et, le même jour, installe deux tentes et débarque du bateau à vapeur Newport les provisions et fournitures pour la station.
Compte tenu du fait que Henry M. Teller, en tant que secrétaire de l'intérieur, au printemps de 1885, a autorisé l'établissement du système scolaire commun de l'Alaska, et comme depuis le début de l'agitation pour l'introduction de la domestication des rennes en Alaska, celui-ci a joué un rôle de premier plan dans l'obtention de la législation nécessaire du Congrès, Jackson nomme l'endroit Teller Reindeer Station.
Au nord de Grantley Harbour, Muck-a-Charlie Peak s'élève à une hauteur de 490 m. Entre Port Clarence et Grantley Harbour se trouve un grand lagon, et entre la Teller Reindeer et la base des collines au nord se trouvent environ une douzaine d'étangs d'eau douce ou de petits lacs. À l'extrême nord-est de Port Clarence, près de Grantley Harbour, et sur un petit ruisseau de montagne, se trouve l'endroit que Jackson choisit pour être le siège de la base. À quelques kilomètres à l'est de la station de Grantley Harbour se trouve le siège, pour cette région, du Russian–American Telegraph (en) de 1865 et 1867. Sur la falaise au-dessus de la plage, à l'endroit choisi pour Teller Reindeer, se dresse une bûche de bois flotté sur laquelle a été placé un baril vide pour indiquer l'emplacement d'une station d'abreuvement. Au sommet de ce post a été hissé le drapeau des États-Unis.
Quelques jours après en avoir pris possession, le bois et les matériaux de construction de la station ayant été débarqués, le capitaine Healy envoie ses charpentiers et une partie de son équipage à terre et érige une imposante maison. L'approvisionnement en bois, cependant, s'épuise avant qu'elle ne soit complètement terminée, de sorte qu'elle n'est pas aussi confortable pour un hiver arctique que prévu. Avant l'achèvement du bâtiment, Miner W. Bruce, le surintendant, a construit une « pirogue » pour lui-même et son assistant et une autre pour les bergers sibériens.
Au cours de l'été 1893, du bois et du matériel supplémentaires sont envoyés à la station, et Healy a de nouveau expédié ses charpentiers et marins à terre pour effectuer le travail nécessaire pour placer le bâtiment principal de la gare dans un ordre complet pour une utilisation confortable. Toute la maison a une double épaisseur de côté et un double plancher, avec du papier goudronné entre les deux. Un grand appentis est érigé à l'arrière de la maison à l'usage des bergers. Le plus grand succès de Jackson est l'Overland Relief Expedition (en) de 1897 qui sauve des baleiniers abandonnés près de Point Barrow.
L'hiver 1902 est le plus froid depuis 1894, mais s’avère être un temps clément pour les rennes. Il y a peu de tempêtes violentes ; les chutes de neige sont faibles et il n'y a pas de dégel à l'automne ou au début de l'hiver pour recouvrir le pâturage d'une couche de glace. Le printemps 1903 est venu exceptionnellement tôt et est doux et sec, donc aucun faon n'est perdu à cause du temps froid et humide. Sur les 276 faons nés, 240 ont vécu. Pendant l'hiver, le troupeau paisse sur la rivière Ahgeeopuk, à 8 km sous les quartiers d'hiver habituels. Pendant l'été, ils sont gardés au nord-ouest de la station. Pendant l'hiver 1901-1902, deux troupeaux sont envoyés au golfe de Kotzebue, un pour la Mission des Amis et l'autre pour Alfred Nilinia. Quittant la gare le 12 novembre, ils arrivent à Kotzebue le 16 décembre 1901. Le 15 janvier 1902, un troupeau de 100 rennes est prêté à Per Spein et envoyé par la baie de Golofnin à Eaton Reindeer Station.

## Personnel
Lors de l'ouverture de la station en 1892, Miner Bruce, du Nebraska, est nommé surintendant, et Bruce Gibson, de Californie, surintendant adjoint. Au cours de la saison, quatre Sibériens sont amenés par Healy en tant que principaux éleveurs. Avec ceux-ci sont placés plusieurs hommes Iñupiat, qui doivent apprendre le métier d'éleveurs de rennes. Le 30 juin 1893, le mandat de Bruce et Gibson ayant pris fin, William Thomas Lopp (en), de la station de l' American Missionary Association à Cap Prince-de-Galles, est nommé surintendant. Comme il ne peut pas se déplacer immédiatement, Healy engage le lieutenant C.M. White, en tant que surintendant par intérim, jusqu'à ce que Lopp puisse prendre les commandes. Incapable d'obtenir un assistant des États-Unis, John Grubin, quartier-maître de l'USS Bear, obtient ses papiers de décharge et est nommé surintendant adjoint de la station. Les quatre bergers sibériens sont renvoyés chez eux pendant l'été, et l'un d'eux, après une visite, revient pour une deuxième année. Avec lui, trois autres arrivent. À l'automne, neuf apprentis Inupiat commence leur instruction,.
En raison du meurtre de Harrison R. Thornton, missionnaire au Cap Prince-de-Galles, le 19 août 1893, par deux Inupiats, la mission est fermée pour l'année. Dans ses circonstances, Lopp, qui a accepté le poste de surintendant, se sent appelé à offrir ses services à l'American Missionary Association de l'église congrégationaliste et à retourner à Cap Prince-de-Galles à l'été 1894. Afin d'obtenir un Norvégien ou un Suédois, habitué aux méthodes employées dans le soin des rennes en Laponie, le 15 décembre 1893, Jackson envoie un avis aux journaux scandinaves des États-Unis, indiquant que la station de rennes souhaite obtenir le services d'hommes familiarisés avec la gestion des rennes. Les journaux scandinaves entrent dans le projet. Environ 250 réponses sont reçues. Parmi ce nombre, en grande partie sur la recommandation du professeur Rasmus B. Anderson (en), William A. Kjelmann, de Madison (Wisconsin), est choisi comme prochain surintendant. Lors de la sélection de Kjelmann, Jackson l'envoie immédiatement à Sápmi pour le personnel nécessaire et leurs chiens. Le fonds financiers consacrés aux rennes du Congrès pour 1894 étant épuisé, il devient nécessaire de faire à nouveau appel à des particuliers pour 1 000 dollars, pour couvrir les frais d'envoi de Kjelmann à Sápmi et pour payer le transport des éleveurs samis et de leurs familles aux États-Unis. Le personnel sami et inupiat comprend les familles Eira, Kemi, Larsen, Nakkila, Rist, Somby et Tornensis,.